# Квитлавак
Квитлавак (шп. Cuitláhuac, око 1476–1520), био је претпоследњи владар царства Астека.

## Биографија
Квитлавак је рођен као члан владајуће династије астечког царства у последњој четврини 15. века. Током владавине свог рођака Монтезуме II био је владар града Истапалапа, недалеко од престонице. После доласка шпанских конквистадора и Монтезуминог хапшења у новембру 1519, са групом астечких великаша покушао је да организује отпор освајачима, али је по Монтезумином наређењу дошао пред заточеног краља у шпанском упоришту, где је ухапшен.  У немирима након покоља у главном храму Теночтитлана јуна 1520, када су Шпанци били опседнути у својој палати, ослобођен је како би пренео Астецима Монтезумино наређење да се умире. Уместо тога, изабран је од већа астечких поглавица за новог краља, иако је Монтезума у то време још увек био жив. Предводио је Астеке у устанку против Шпанаца који је избацио конкистадоре из Теночтитлана 30. јуна 1520. Умро је од епидемије великих богиња, које су донели Шпанци, после владавине од само 80 дана. Наследио га је рођак, Кватемок.

## На екрану
Квитлавак је један од протагониста шпанско-мексичке серије Ернан из 2019. године.